# Pura Girinatha

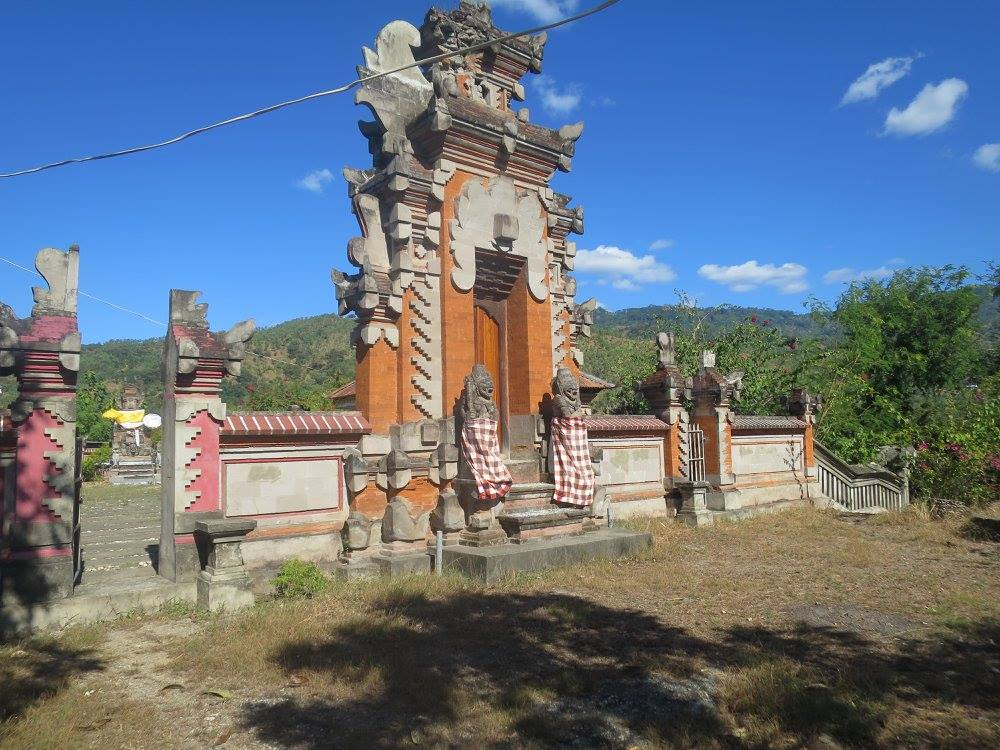
Hindutempel von Dili (2016)

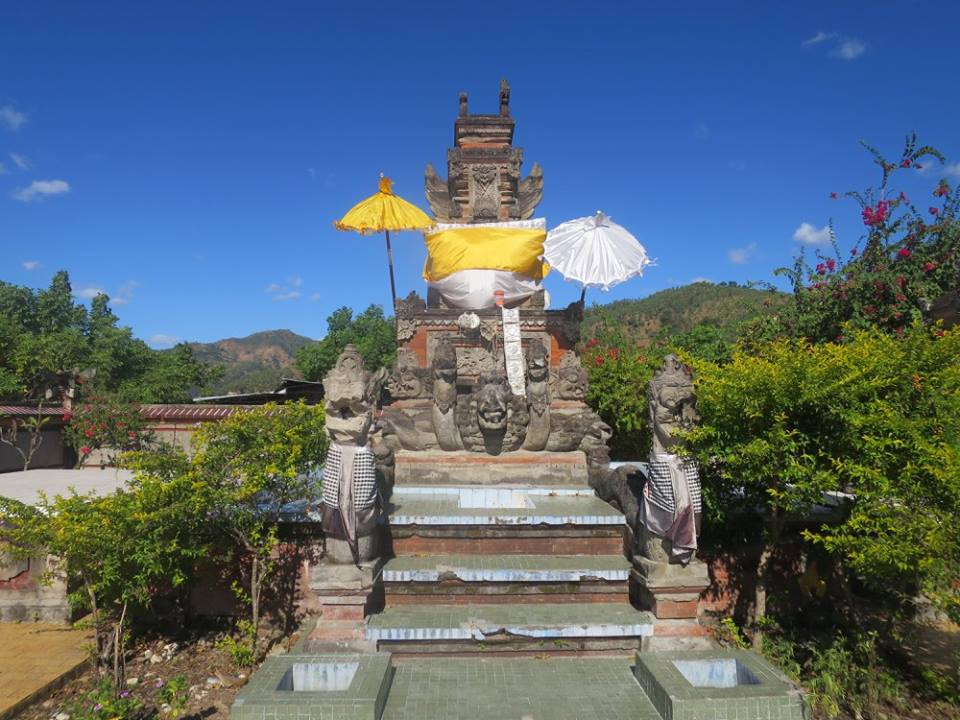

Der Pura Girinatha ist der größte hinduistische Tempel in Osttimor. Er ist der balinesischen Richtung des Hinduismus gewidmet und nach der Gottheit Girinatha benannt. Der Tempel liegt im Viertel Taibesi (Suco Lahane Oriental), im Süden der Landeshauptstadt Dili, nah dem lokalen Markt. Der Tempel befindet sich auf einen kleinen Hügel außerhalb des Stadtzentrums, ist aber mit dem Auto erreichbar.
Timor hat keine traditionelle hinduistische Bevölkerung. Der Tempel wurde während der indonesischen Besatzungszeit gebaut und war für die hinduistischen Einwanderer dieser Zeit gedacht, die vor allem aus Bali kamen. Die Einweihung fand am 27. Juni 1987 durch den indonesischen Provinzgouverneur Mário Viegas Carrascalão statt. Nach Ende der Besatzung verließen die meisten Hinduisten wieder das Land. 2015 wurden nur noch 272 Osttimoresen gezählt, die sich zum Hinduismus bekennen. Entsprechend wirkt der Tempel inzwischen ziemlich heruntergekommen.

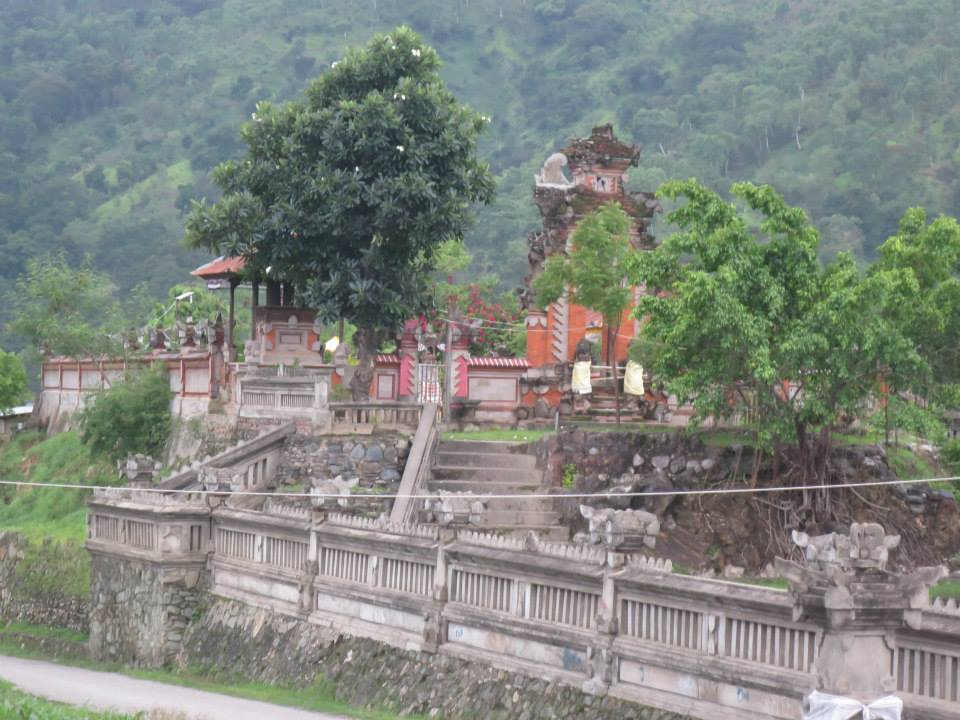
Fernansicht des Tempels
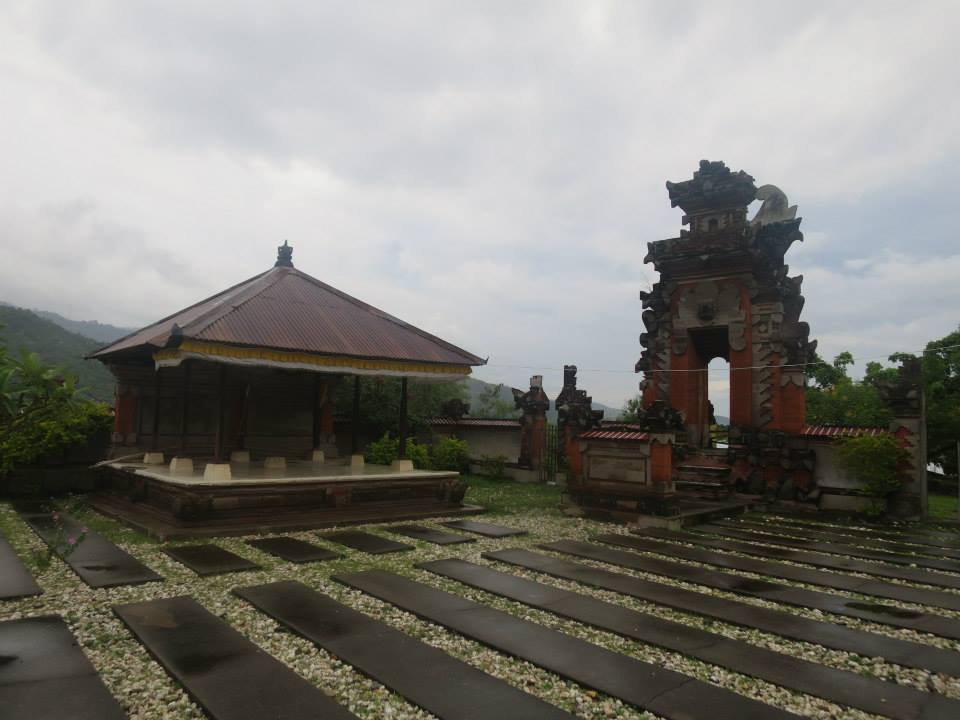
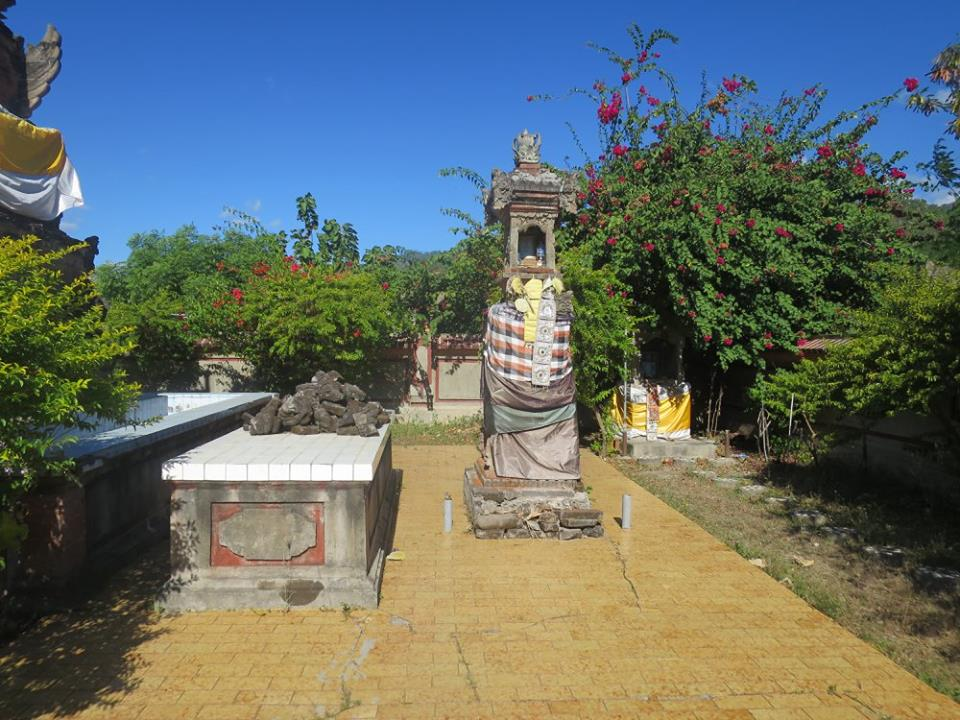
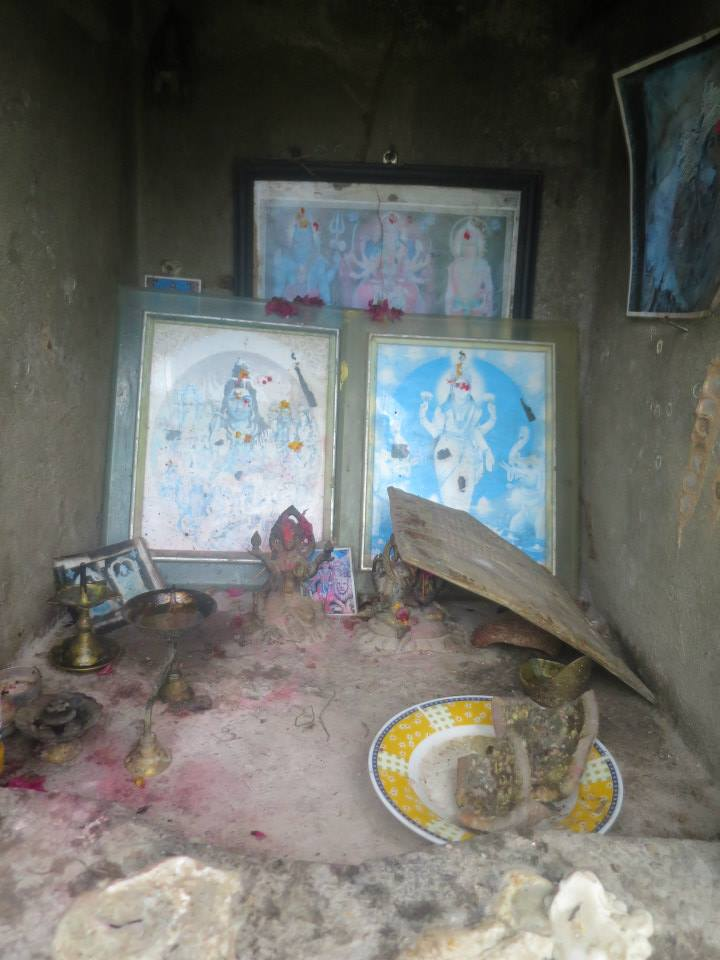
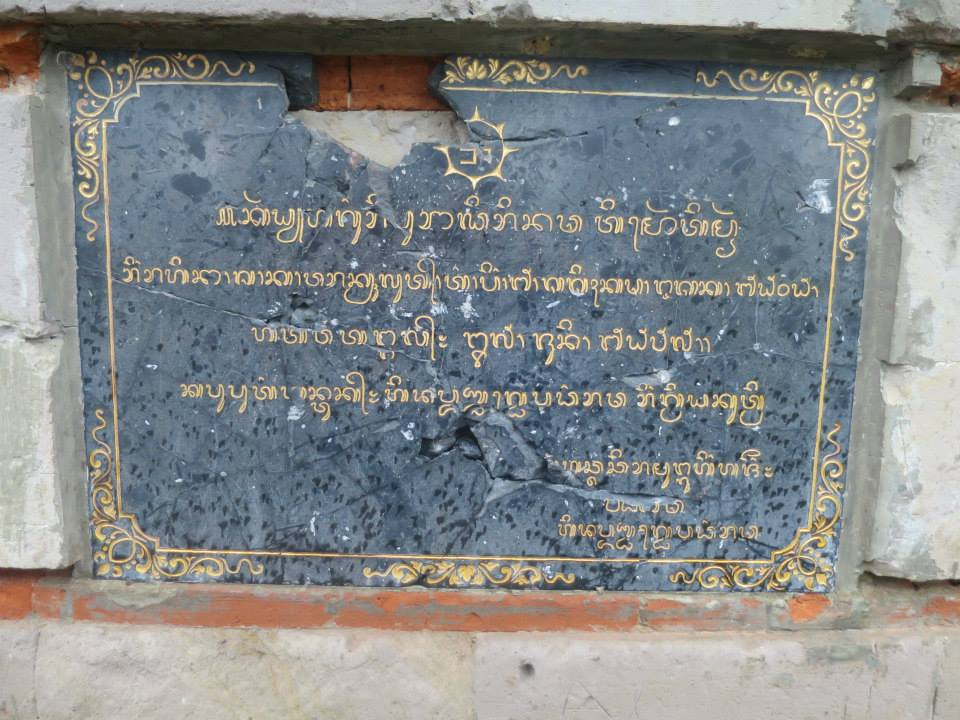
Inschrift in Balinesisch